# Pycnostachys chevalieri
Pycnostachys chevalieri là một loài thực vật có hoa trong họ Hoa môi. Loài này được Briq. miêu tả khoa học đầu tiên năm 1911 publ. 1912.